# ジャニーズJr.解散グループ (1990年以降)
ジャニーズJr.解散グループ（ジャニーズジュニアかいさんグループ）では、ジャニーズ事務所に所属するジャニーズJr.内に過去に存在したグループを取り挙げる。この記事では1990年代のグループを取り挙げる。他の年代についてはジャニーズJr.解散グループ (1990年以前)、ジャニーズJr.解散グループ (2000年以降)を参照。
なお、個人については「過去のジャニーズ所属者」、バックバンドグループは「ジャニーズ事務所 過去のバックバンド」、その他関連グループは「ジャニーズ関連企画ユニット」・「ジャニーズ関連OBユニット」の項目をそれぞれ参照。
グループ結成順

## SMAP学園
1990年にテレビ朝日『アイドル共和国』の中から生まれたグループ。SMAPのバックダンサーを務めた。
メンバー
- 国分太一、松岡昌宏、長瀬智也、坂本昌行、井ノ原快彦、小島啓、酒井貴史、佐藤功、伊東正美、清藤公之、小舘晴彦、松長慎吾、大嶌忍、ほか数名
- 山本隆文（後に本多隆文としてワーナーミュージック・ジャパンよりソロデビュー）

## J-Eleven
雑誌『Wink up』では1994年1月号で初登場。主にサッカーが好きだったり、得意なJr.が参加していたが、メンバーの入れ替わりは流動的で、雑誌に登場する度に構成が違っていた。
メンバー
『Wink up』1994年1月号発売時
- 長野博、井ノ原快彦、国分博、小川直希、中野俊介、大谷幸生、近岡健司、小林勇太、儘田修司、森田剛、喜多見英明

## ジャニーズSr.
1995年より、ジャニーズJr.の年長組だった坂本と長野をメインボーカルに置き、サポートメンバーとして佐野・井ノ原・喜多見・原といった、Jr.内でも長身な6人で結成された。その後、徐々に代理メンバーが混ざるようになったり、新たな二代目Sr.が誕生した。
初代メンバー
- 坂本昌行
- 長野博

初代サポートメンバー
- 佐野瑞樹
- 井ノ原快彦
- 原知宏
- 喜多見英明

初代サポートメンバーの代理メンバー
- 森田剛、国分博、小原裕貴、儘田修司

二代目メンバー
- 屋良朝幸
- 櫻井翔
- 米花剛史
- 町田慎吾
- 松本淳一
- 高橋譲

出演番組
- アイドルオンステージ（1995年 - 1996年、NHK BS2）

## 金八トリオ
実際に活動をしたのは初代と第二期のみ。それ以降はTBS系ドラマ『3年B組金八先生 』出演Jr.の総称。なお第1シリーズはたのきんトリオと呼ばれ、第2・3シリーズは人数が足りないためトリオにならなかった。
初代メンバー（1995年10月 - 1996年3月、第4シリーズ）
- 古屋暢一
- 榎本雄太
- 坂口剛

第二期メンバー（1999年10月 - 2000年3月、第5シリーズ）
- 風間俊介
- 亀梨和也
- 森雄介

第三期メンバー（2001年10月 - 2002年3月、第6シリーズ）
- 増田貴久
- 加藤成亮（K.K.Kity）
- 東新良和

第四期メンバー（2004年10月 - 2005年3月、第7シリーズ）
- 薮宏太（Ya-Ya-yah）
- 八乙女光（Ya-Ya-yah）
- 鮎川太陽（Ya-Ya-yah）

第五期メンバー（2007年10月 - 2008年3月、第8シリーズ）
「金八Jr.」と呼ばれた。
- 真田佑馬
- 亀井拓（J.J.Express）
- 植草裕太
- カミュー・ケイド

## 怪談トリオ
1995年にフジテレビ系ドラマ『木曜の怪談』に出演した3人。
メンバー
- 滝沢秀明
- 今井翼
- 川野直輝

## ヤラえもんず
1996年の KinKi Kidsのコンサートにて披露された、屋良朝幸をリーダーとするユニット。堂本剛ソロ曲「ラップ版ドラえもん」でのバックとしてドラえもんの格好をして踊った。
メンバー
- 屋良朝幸
- 大野智
- 町田慎吾
- 松本淳一
- 植村良侑

## 少年新撰組
1997年、舞台『KYO TO KYO』（'97年夏公演）の出演者として結成。
メンバー
- 大野智、原知宏（リーダー）、野田優也、大坂俊介、矢代徳久、山崎哲寛、二本樹顕理、大堀治樹（関西Jr.）、田中純弥（関西Jr.）、北山純一（関西Jr.）

## Hi! See Me IN KYOTO
1997年、舞台『KYO TO KYO』（'97年夏公演）の出演者として結成。グループ名を和訳すると「京都で僕たちに会いに来て!」という意味。上記「少年新撰組」と、既存だった関西Jr.によるユニット「B.O.Y.S」の主なメンバーが合体したユニット。 原と大野以外は全員関西Jr.だった。
メンバー
- Hi 原知宏
- S 渋谷すばる
- e 塩田修
- e 曽根正太郎
- M 牧山雄亮
- e 村上信五
- I 今川晴司
- N 野中和久
- K 北山純一
- Y 横山裕
- O 大堀治樹
- T 田中純弥
- O 大野智

## TOKYO
1997年結成。「TOKYO浜松町」の兄貴分。舞台『KYO TO KYO』（'97年秋公演）の出演者として結成。
メンバー
- T 滝沢秀明
- O 小原裕貴
- K 川野直輝
- Y 米花剛史
- O 大坂俊介

## TOKYO浜松町
1997年結成。舞台『KYO TO KYO』（'97年秋公演）の出演者として。
メンバー
- T 高木誠一郎
- O 尾身和樹
- K 鎌田淳
- Y 屋良朝幸
- O 大野智
- 浜 浜田一男
- 松 松本淳一
- 町 町田慎吾

出演
- 『KYO TO KYO』プレビューイベント・ジャニーズJr.コンサート（1998年3月30日 - 4月4日、京都シアター1200）

## 翼翔組
1997年結成。1997年8月号の『Kindai』では“翼と翔を中心としたちびっ子4人組”として二本樹顕理と矢代徳久と共に紹介されていた。略称は「翼翔（つばしょう）」。ジャニー喜多川の「YOUたち、2人とも飛んでいきそうな名前だからいいじゃない」という提案からこのユニット名になった。当時小柄だったメンバーで結成されたため、「Littleチーム」という別名でも呼ばれていた。
メンバー
- 櫻井翔
- 今井翼

## MAIN
1997年結成。ミュージカル『Stand By Me』の出演者で結成され、ミュージカルのテーマ曲でもあった「Midnight Train」（男闘呼組のカヴァー）を劇中で揃って歌っていた。1997年8月号の『Kindai』では「J-BOYS」というユニット名で紹介され、舞台への意気込みを語っていた。1998年2月号の『Wink up』のグラビアでは松本と生田が「B.I.G.」、相葉と二宮が「B.A.D.」として登場しているが、同年9月号の同誌や1998年8月号の『Mannish』では再び「MAIN」として4人でグラビア登場し、夏のコンサートにも「MAIN」として出演している。
メンバー
- M 松本潤
- A 相葉雅紀
- I 生田斗真
- N 二宮和也

出演
- Stand By Me（1997年7月26日・27日、大阪ドラマシティ / 8月8日 - 21日、アートスフィア）
- Johnny's Summer Concert（1998年7月29日、大阪城ホール / 8月5日、名古屋レインボーホール / 8月24日、横浜アリーナ）

## B.I.G.
1998年2月号の『Wink up』で2人組として登場。1998年9月、「B.I.G. East」に新たに5人が加わり、7名で再編成。雑誌『Winkup』では1998年11月号で登場している。その後、同時期にB.I.G.のバックとして結成された「B.B.A.」からメンバーを増員。グループ名は「Bad Image Generation」の略で、「わんぱく少年」の意味。
メンバー
1998年2月号『Wink up』
- 生田斗真、松本潤

1998年9月号
- 山下智久、 生田斗真、風間俊介、長谷川純、田中聖、伊藤達哉、服部将也

1999年1月号
- 山下智久、 生田斗真、長谷川純、田中聖、伊藤達哉、服部将也、五関晃一、福田悠太、宮城俊太、高梨秀輔、長谷部隼

最終メンバー
- 山下智久、生田斗真

出演
テレビ番組
- 愛ラブB.I.G.（1998年10月5日 - 1999年3月29日、テレビ東京）

コンサート
- Fresh Spring Concert '99（1999年6月20日、大阪城ホール）

## B.A.D.
1998年結成、2004年再結成。

## B.B.A.
「B.I.G.」のバックとして結成。正式名称は「Boys Be Ambitious」。
メンバー変遷
『Wink up』1998年2月号発売時
- 山下智久、風間俊介、佐藤崇

『Wink up』1998年11月号発売時（1998年）
- 五関晃一、福田悠太、宮城俊太、高梨秀輔、長谷部隼

『Kindai』1999年9月号発売時
- 高梨秀輔、長谷部隼、長谷川純、田中聖

『Myojo』2000年2月号発売時
- 田中聖、東新良和、中丸雄一、長谷川純、長谷部隼

2000年夏（『ジャニーズジュニア名鑑 2000 SUMMER VOL.8』刊行時）
- 五関晃一、福田悠太、宮城俊太、東新良和、長谷川純、田中聖

2001年春（『ジャニーズジュニア名鑑 2001 SPRING VOL.9』刊行時）
- 五関晃一、福田悠太、宮城俊太、東新良和、長谷川純

出演
テレビ番組
- 愛ラブB.I.G.（テレビ東京）
- 8時だJ（テレビ朝日）
- ミュージックジャンプ（NHK BS2）

コンサート
- Fresh Spring Concert '99（1999年6月20日、大阪城ホール）

## B.B.B.
「B.A.D.」のバックとして結成
。正式名称は「Best Beat Boys」。
メンバー変遷
『Wink up』1998年2月号発売時
- 二本樹顕理、野田優也、矢代徳久、山崎哲寛、宮城智之丈

2000年夏（『ジャニーズジュニア名鑑 2000 SUMMER VOL.8』刊行時）
- 越岡裕貴、石坂晴樹、加藤成亮、川村陵、藁谷亮太

2001年春（『ジャニーズジュニア名鑑 2001 SPRING VOL.9』刊行時）
- 越岡裕貴、加藤成亮、増田貴久、服部将也、小森輝明

## MAIKO&お国
1998年4月に舞台『KYO TO KYO』（'98年春公演・4月18日 - 7月12日）の出演者として結成。グループ名はそれぞれの頭文字からとられた。国分・鎌田・尾身以外のメンバーが、当時関西Jr.。なお、女寺・清水が追加招集された。清水はそれまで下記の「T.O.P－J」のメンバーだったが、レッスン中の怪我で1998年4月〜6月にかけて療養していたため、新たにこのMAIKOチームでの復帰となった。牧山は9月6日から始まった秋公演で「T.O.P-J」へ移ったが、その後すぐに事務所を退社した。
メンバー
- M 牧山雄亮（秋公演は、頭文字が「N」にも関わらず女寺豊へ交替）
- A 粟島瑞丸（現在、俳優として活躍中）
- I 今川晴司
- K 鎌田淳
- O 大西由郎
- & 塩田修（途中から清水大輔へ交替）
- お 尾身和樹
- 国 国分博

サポートメンバー
- 村上信五、渋谷すばる、瓜阪康裕、梅北雄也、内川雄希、中嶋慶介（1998年の春と秋公演のみ参加）、中島省吾（日根野谷省吾、中嶋慶介のいとこ）

## T.O.P-J
1998年4月、原・大野・田中の3人を主要メンバーとして、舞台『KYO TO KYO』（'98年春公演）の出演者として結成（夏公演からサポートメンバーだった北山が加入して4人に）。なお、大野・原以外のメンバーは全員関西Jr.（当時）である。
メンバー
- 大野智
- 原知宏（リーダー）
- 田中純弥
- 北山純一（1998年の夏公演よりサポートメンバーから昇格）

サポートメンバー
- 福原一哉、高黒徹、小川修平、武藤雅博、後藤大祐、木村廣太郎、清水大輔（レッスン中の怪我により脱退）、中嶋慶介（1998年の夏公演のみ参加）、中島省吾（日根野谷省吾、中嶋慶介のいとこ）、牧山雄亮（1998年9月6日からの秋公演のみ参加）

## ヤングジャニーズ
1998年4月18日から公演中の舞台『ジャニーズファンタジー KYO TO KYO 春公演』に「ヤングジャニーズ・チーム」として出演することが急遽決定したと告知され、6月7日の公演で「ヤングジャニーズ with B.I.G - West」として初お披露目された。愛称・ヤンジャニ。
メンバー
- 横山裕（リーダー）
- 村上信五
- 渋谷すばる
- 大堀治樹

出演
- ジャニーズファンタジー KYO TO KYO 春公演（1998年6月7日 - 、シアター1200）

## B.I.G. WEST
1998年6月7日の公演で「ヤングジャニーズ with B.I.G - West」としてお披露目された。「B.I.G. West」と表記されることもある。
メンバー
- 丸山隆平（初代リーダー）、安田章大、錦戸亮、大倉忠義、伊藤政氏、菊岡正展、石田友一、浅井拓郎、岩崎栄治、寺田充、文山彬、右馬裕己、渡辺悠馬、高杉政治郎、田中大樹、水野清仁、永田剛司、大堂祐史、ほか数名

出演
- ジャニーズファンタジー KYO TO KYO 春公演（1998年6月7日 - 、シアター1200）

## B.I.G. East
1998年6月、舞台『KYO TO KYO』（'98年春公演）の出演者で結成された2人組ユニット。同年9月には7名編成の「B.I.G.」となる。
メンバー
- 山下智久
- 生田斗真

## KYOTO大原村
1998年7月に、舞台『KYO TO KYO』（'98年夏公演）の限定ユニットとして結成された。原・大野・国分・鎌田・尾身以外は当時関西Jr.。
メンバー
- K 鎌田淳＆国分博
- Y 横山裕
- O 尾身和樹
- T 田中純弥
- O 大堀治樹
- 大 大野智
- 原 原知宏
- 村 村上信五

出演
- KYO TO KYOサマーフェスティバル（1998年7月18日 - 8月31日、シアター1200）

## 小KinKi
1998年7月結成。KinKi Kidsのコンサートでバックダンサーをつとめた。
メンバー
- 福田悠太
- 宮城俊太

## FiVe
1999年に「Ⅴ」のユニット名で結成発表された。